# Kyle Busch Motorsports
Kyle Busch Motorsports (KBM) es una organización de automovilismo estadounidense que participa en la NASCAR. Su propietario es el piloto de automovilismo Kyle Busch. El equipo fue fundado tras la compra por parte de Kyle Busch de los activos del equipo Xpress Motorsports a finales de 2009.
Compite en la Truck Series con 3 camionetas, la número 4 , 18 y la  51. Desde su fundación el equipo compitió con la marca Toyota, actualmente compite con la marca Chevrolet, debido al cambio de equipo de Kyle Busch desde el equipo Joe Gibbs Racing al equipo Richard Childress Racing.

## Historia

### 2010-2011
La organización debutó en la temporada 2010 de la Truck Series, comenzando con los camionetas números 18, compartido entre Kyle Busch y Brian Ickler, y el número 56 conducido por Tayler Malsam, fichado que proviene Randy Moss Motorsports. Malsam, que compitió en siete carreras, no logró finalizar entre los diez primero y dejó el equipo ya que contratado por Braun Racing para pilotar el vehículo número 10 igualmente en la NASCAR Nationwide Series, cuya acción y la falta de patrocinio hizo que KBM cerrará las operaciones del número 56. Además de Kyle, y de Ickler, también manejaron la 18, Kasey Kahne, y Johnny Benson. El equipo 18, ganó el campeonato de propietarios de la categoría, con 8 victorias (todas de Kyle), y con 21 top 10.
En 2011, KBM siguió en la Truck Series,y tanto Ickler como Kyle Busch regresó a la 18, con Kyle corrió 16 carreras y Ickler 4. También, condujeron la 18, Kasey Kahne, Josh Richards, el campeón 2007 de Fórmula 1 Kimi Räikkönen, y Denny Hamlin. A pesar de la 8 victorias y 19 top 10 del equipo 18 , no pudo defender con éxito el título, conformándose con el subcampeonato de propietarios. También, KBM, compitió con una segunda camioneta, ahora la n.º 51, en dos carreras, para German Quiroga en New Hampshire Motor Speedway y Homestead-Miami Speedway, con un mejor posición final de 16º en su primera carrera.

### 2012
Aparte de seguir en la Truck Series, la organización añadió un equipo en la Nationwide Series, el n.º 54. Los hermanos Busch, Kyle y Kurt compartiendo la conducción del Toyota Camry con el patrocinio de Monster Energy. El coche se partió tanto por Kurt Busch y Kyle Busch. Kyle estuvo en 22 carreras, mientras que Kurt participó en 11 de ellas. El equipo le costó mucho en su primer año, ganando sólo una carrera con Kurt en Richmond en abril. Kyle Busch no ganó una carrera por primera vez en su carrera en la Serie Nationwide desde 2003.
Mientas tanto en la Truck Series, el equipo n.º 18 no le fue como los años anteriores. Además de los hermanos Busch, Jason Leffler, Drew Herring, David Mayhew, Denny Hamlin, y Brian Scott compartieron la conducción de la camioneta 18. Lograría 17 top 10, y solo una victoria con Scott. También, como en la temporada pasada puso en pista a segunda camioneta, ahora la n.º 51, en 5 carreras. Quiroga, que volvió al equipo, en 4 carreras, logró un top-10, mientras que Denny Hamlin condujo la camioneta en Martinsville Speedway el 27 de octubre de 2012 y logró la victoria.

### 2013
En la Nationwide, Parker Kligerman fue el encargado de conducir el Toyota ahora el número 77. El piloto cosechó 3 top 5 y 13 top 5 para terminar noveno en el campeonato. Mientras en la Truck Series, compitieron con 3 Toyotas Tundra, el número 18 pilotado por Joey Coulter, el número 51 por Kyle Busch, Scott Bloomquist, Erik Jones, Hamlin y Chad Hackenbracht, y el número 54 por Darrell Wallace Jr. Wallace Jr. terminó octavo en el campeonato de pilotos con una victoria en Martinsville, 5 top 5, y 12 top 10, y Coulter culminó 15º con 3 top 5 y 5 top 10. Mientras que KBM ganó el campeonato de propietarios con la camioneta n.º 51, con 5 victorias de Kyle y una de Jones.